# Lamprima adolphinae
Lamprima adolphinae là một loài bọ cánh cứng trong họ Lucanidae.

## Hình ảnh

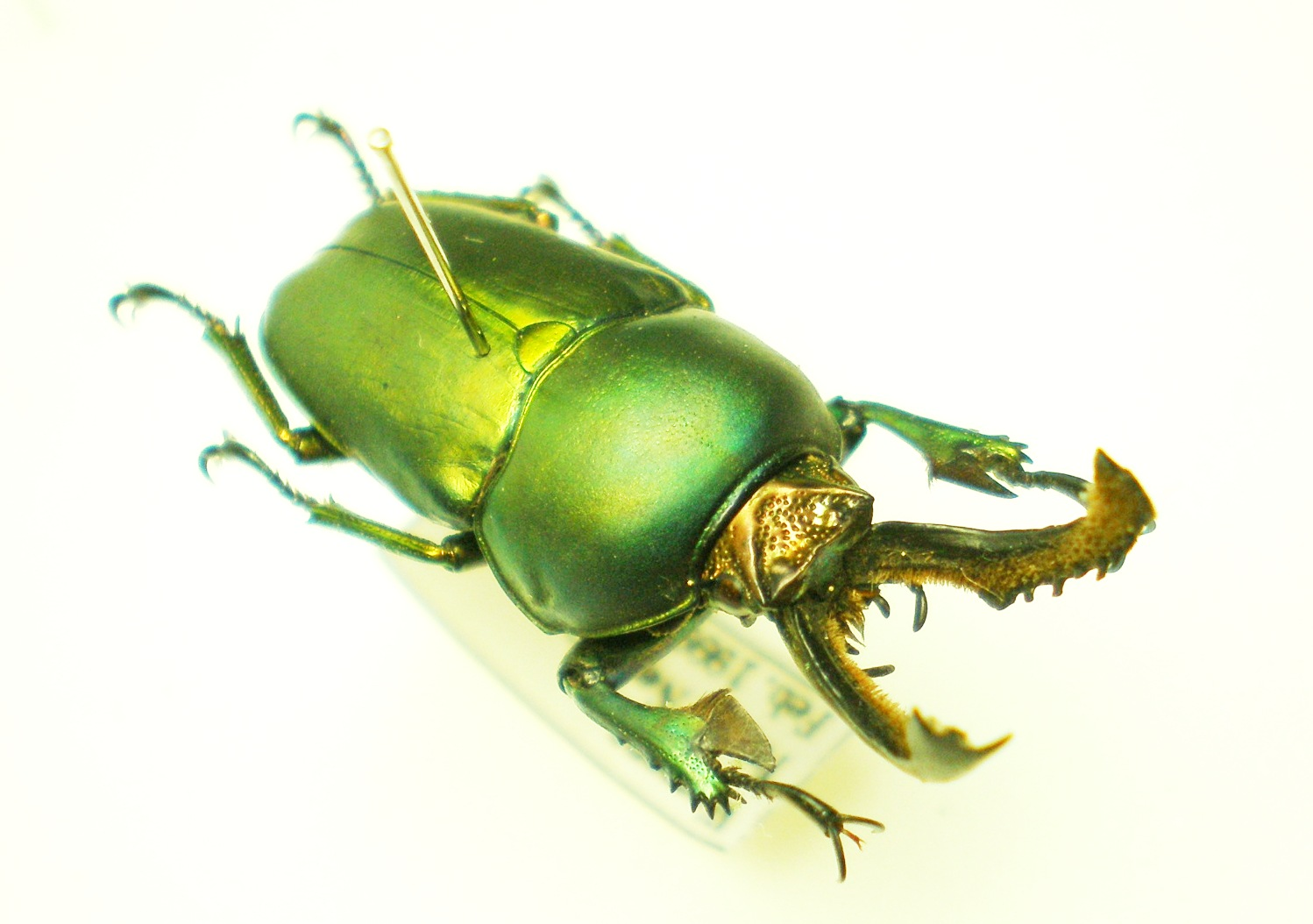
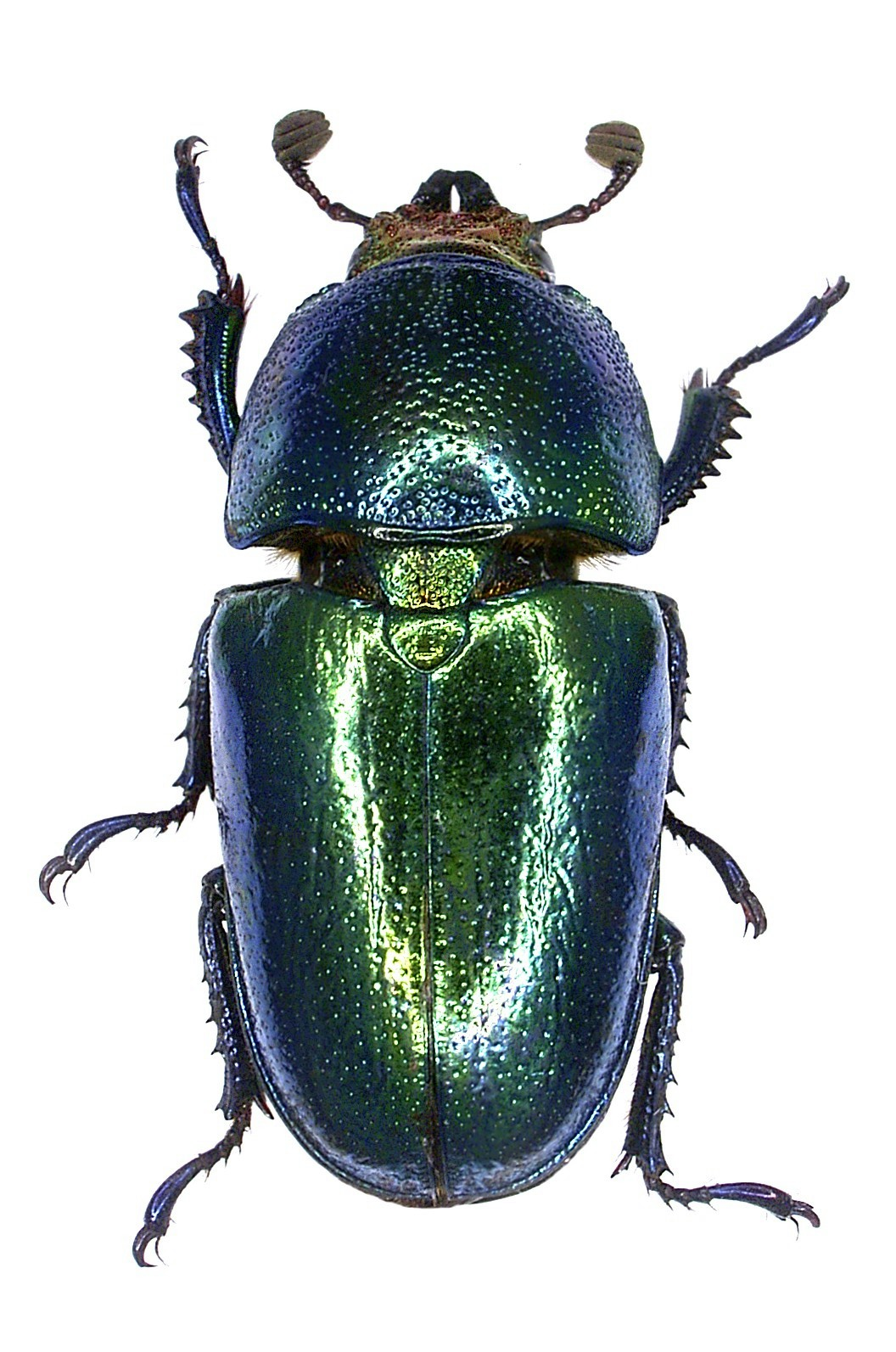
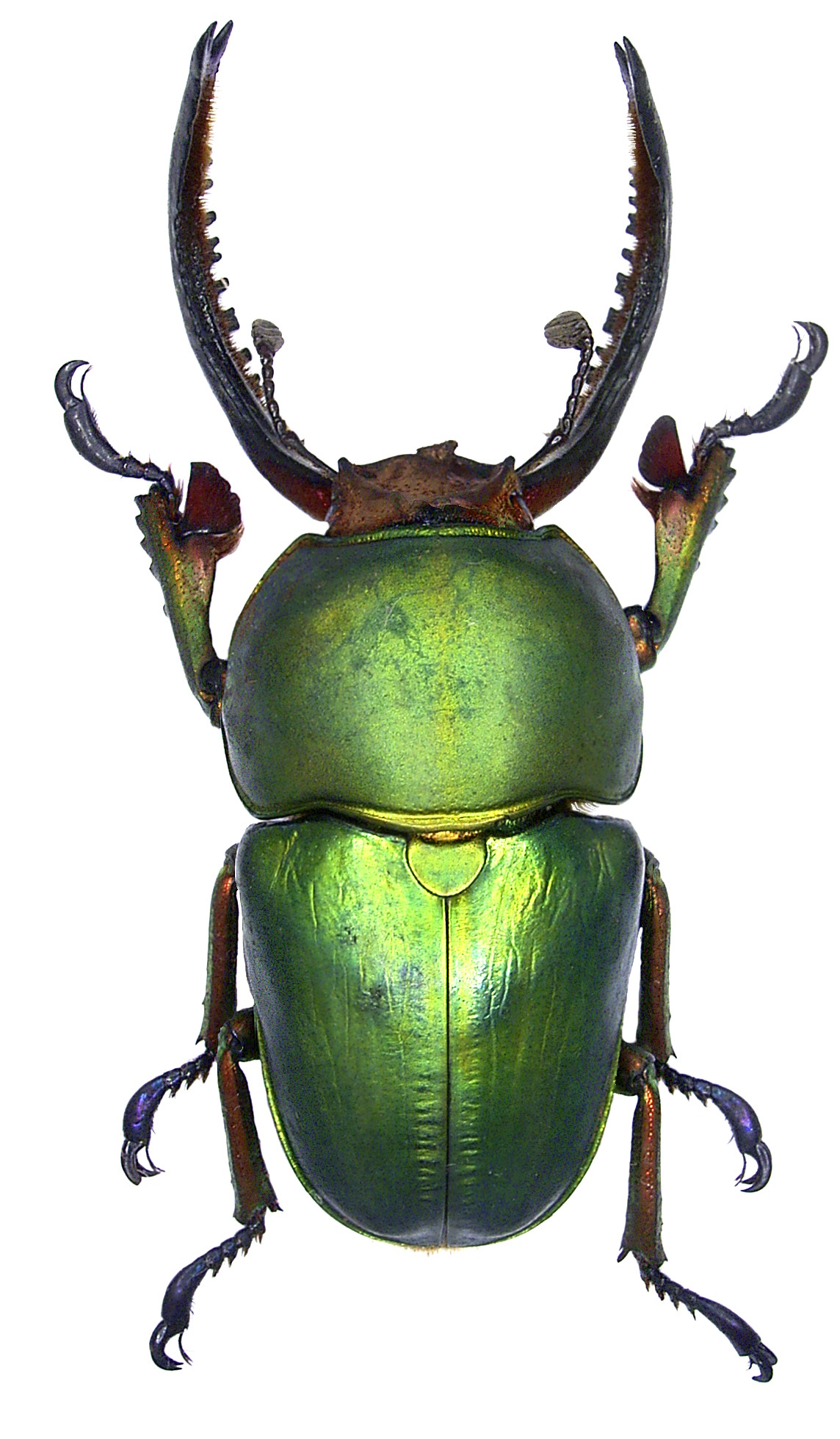
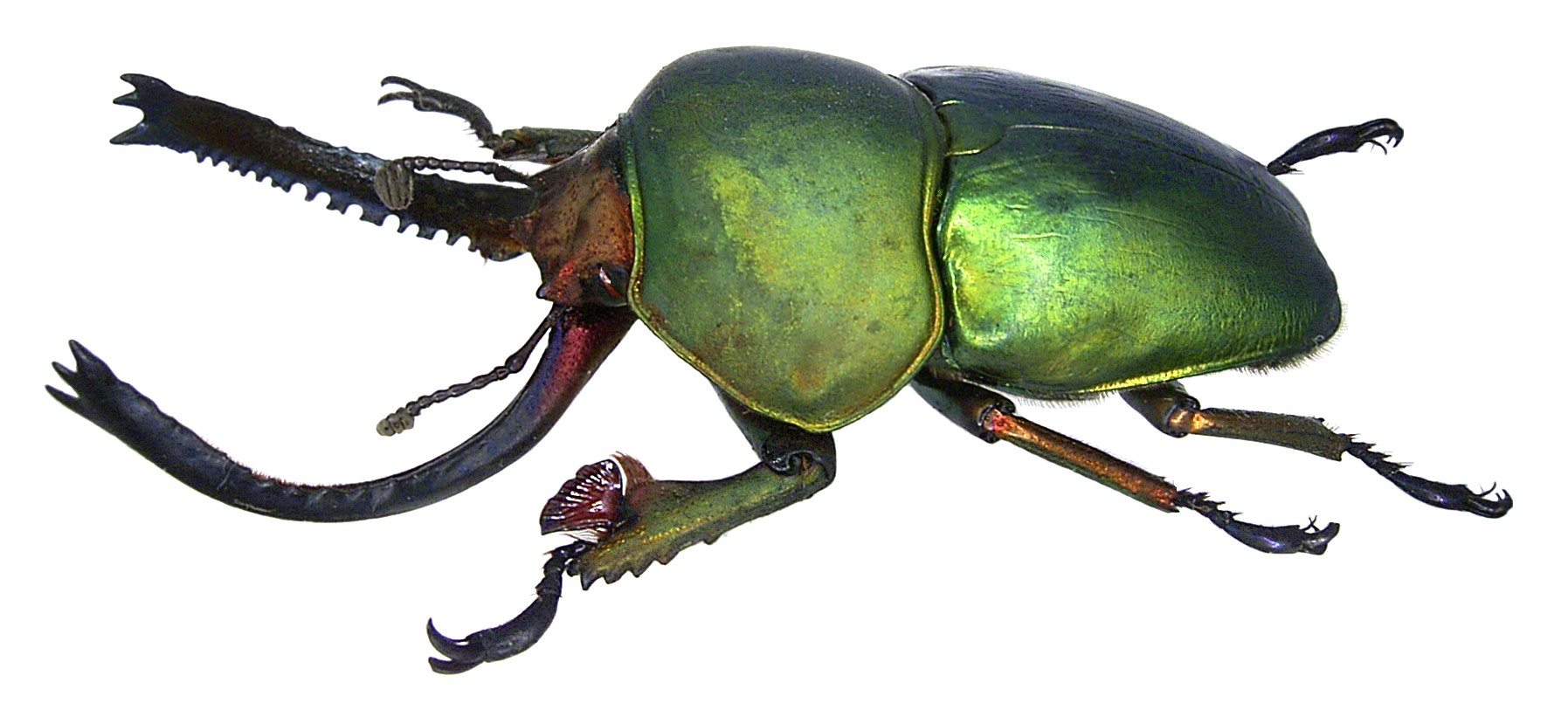